# Kempner József
Kempner József (Tata, 1823 körül – Tata, 1882. február 26.) főorvos, az 1848–49-es forradalom és szabadságharc idején ezredorvos.

## Élete
Zsidó származású volt. 1848-ban a pesti egyetemen nyert orvosdoktori oklevelet, azután mint gyakorlóorvos szülővárosában telepedett le, később Komárom megye főorvosa volt. Az 1848-1849-es forradalom és szabadságharcban ezredorvosként vett részt. Haláláról beszámolt a Vasárnapi Ujság.

## Fő műve
- Orvosi értekezés a fövény és köszvényről. (Pest, 1848.)